# Prințesa cu stea în frunte
Prințesa cu stea în frunte (în cehă Princezna se zlatou hvězdou, Prințesa cu stea de aur sau Prințesa cu stea de aur în frunte) este un film fantastic de basm de familie ceh din 1959 scris și regizat de Martin Frič bazat pe basme de Božena Němcová și Pavol Dobšinský.

## Prezentare
Frumoasa și buna prințesă Lada (Marie Kyselková), a cărei frunte este împodobită cu o stea de aur, locuiește împreună cu tatăl ei iubitor de pace, regele Hostivít, într-un castel impunător. Lada, care iubește florile mai mult decât bunurile materiale, a fost promisă mai demult de tatăl ei ca mireasă regelui războinic și hărpăreț Kazisvět al VI-lea (Martin Růžek). Pentru a evita o căsătorie nefericită cu acesta, ea îi dă lui Kazisvět o sarcină pe care trebuie să o îndeplinească pentru ca să se căsătorească cu ea. El ar trebui să-i aducă trei rochii cusute din razele soarelui de dimineață, din cerul unei zile de vară și din moliciunea unei nopți de vară. Kazisvět reușește să-i aducă trei rochii frumoase, dar prințesa Lada îi explică că nu este ceea ce a cerut și astfel sarcina nu a fost finalizată. Jignit și umilit, Kazisvět îl amenință pe regele Hostivít cu războiul dacă Lada nu se căsătorește imediat cu el.
Până la urmă, Lada nu găsește altă cale de scăpare decât să fugă de castel. Pentru ca nimeni să nu o poată recunoaște după renumita ei stea, ea se îmbracă într-o haină din blană de șoarece pe care i-a dat-o bătrâna ei bonă credincioasă (Jarmila Kurandová). Sub numele „Blana de șoarece”, Lada își găsește refugiul la curtea tânărului și nobilului prinț Radovan (Josef Zíma) unde lucrează ca o servitoare discretă la bucătărie. Cei doi se cunosc la un bal festiv prin care prințul vrea să-și găsească viitoarea soție și o vede pe Lada fără blana ei de șoarece. Pentru amândoi este dragoste la prima vedere. Dar prințul nu știe nici cine este frumoasa fată și nici că lucrează ca „Blană de șoarece” în bucătăria castelului său. Acolo ea întotdeauna lucrează foarte bine în slujba bucătarului (Stanislav Neumann), astfel încât acesta - spre marea sa încântare - să primească o medalie pentru mâncărurile sale gustoase și variate.
Când regele Kazisvět află că prințesa Lada a participat la balul prințului Radovan, el îi cere prințului să i-o predea lui. Prințul, care deja a aflat cine este „Blana de șoarece”, refuză să se supună acestei cereri. „Blana de șoarece” pășește în cele din urmă și îi spune lui Kazisvět că este prințesa. Regele este revoltat deoarece, în ochii lui, o astfel de femeie de serviciu „urâtă” nu ar putea fi prințesa Lada. Când Kazisvět afirmă că nu o dorește pe această fată, Lada își scoate blana de șoarece și își dezvăluie steaua ei strălucitoare. Crezând că a fost înșelat, Kazisvět începe o luptă cu prințul Radovan. Acesta triumfă și îl alungă pe adversarul său, după care el și Lada se căsătoresc. Bucătarul șef își cere scuze prințesei Lada pentru că nu a recunoscut-o. Filmul se încheie cu o nuntă ca în povești.

## Distribuție
- Marie Kyselková - prințesa Lada
- Stanislav Neumann - bucătarul șef
- Theodor Pištěk - consilier
- Martin Růžek - regele Kazisvět al VI-lea
- František Smolík - bătrânul rege, tatăl prințesei Lada
- Josef Vinklár - ajutorul bucătarului
- Josef Zíma - prințul Radovan
- Jarmila Kurandová - bătrâna bonă, slujnică a prințesei Lada

## Producție

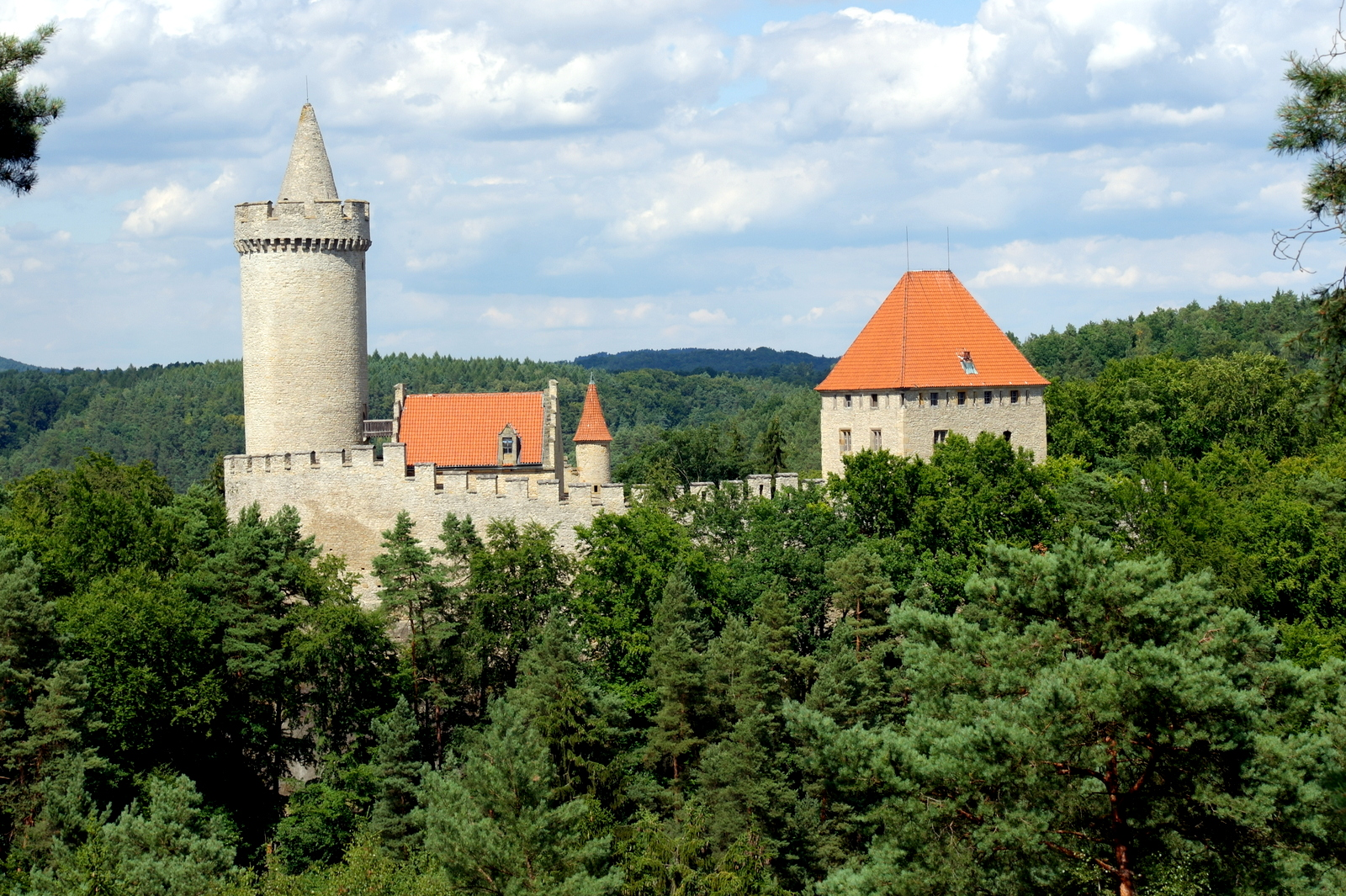
Castelul din Kokořín apare în mai multe scene

Prințesa cu stea în frunte a fost produs de studiourile Barrandov. Johannes Sträter a remarcat că filmul a fost realizat „cu mult timp înainte de boom-ul filmelor de basm cehe”, în timpul „fazei de acumulare” a studiourilor de film Barrandov.
Filmul este o adaptare liberă a unui basm popular slovac, așa cum a fost cules de Božena Němcová, care este asemănător cu „Piele de măgar” („Allerleirauh”) de frații Grimm. Motivele basmului slovac, care a fost publicat pentru prima dată în 1846 în colecția „ Povești și legende naționale”, au fost folosite de poetul, dramaturgul și regizorul K. M. Walló după mai bine de o sută de ani: el a scris o piesă de teatru pentru copii, în versuri, care a avut premiera în toamna anului 1955 la Teatrul Jiří Wolker din Praga. Această piesă a devenit ulterior baza scenariului filmului cu același nume, care a fost filmat în 1959 de Martin Frič.
Principesa Lada ar fi trebuit să fie interpretată inițial de actrița Miriam Hynková, dar aceasta s-a îmbolnăvit grav chiar înainte de începutul filmărilor. De aceea regizorul Martin Frič a ales-o în ultimul moment pe Maria Kyselková. În timpul filmărilor, Kyselková a fost însărcinată; după filmări și nașterea fiului ei, s-a retras din viața publică.
Deși cea mai mare parte a basmului este filmată în studio, în film apar câteva scene exterioare interesante. Curtea unde intră armata lui Kazisvět, se găsește la castelul din Průhonice. Castelul din Kokořín apare de asemenea în mai multe scene.

## Diferențe față de basm
În povestea originală, potrivit lui Němcová și Dobšinský, prințesa nu fuge de un rege străin, ci de propriul tată, care dorește ca aceasta să aibă o căsătorie incestuoasă.
Frații Grimm au scris în 1810 basmul „Prințesa Blană de șoarece” (Prinzessin Mäusehaut), în care fiica cea mică cu părul din aur se ascunde într-o blană de șoarece și care își măsoară dragostea față de rege prin prețul sării ca în basmul „Sarea peste aur” („Sůl nad zlato” de Božena Němcová; basm asemănător cu „Sarea în bucate de Petre Ispirescu)”.

## Lansare
Filmul a avut premiera în Cehoslovacia la 18 decembrie 1959, în Germania de Est la 21 octombrie 1960.